# Грюнвальдер
«Грюнвальдер» (нем. Grünwalder Stadion) — стадион в Мюнхене.
Само поле для футбольных и легкоатлетических соревнований было построено к 1911 году, трибуны, не считая временных, были сданы в 1926 году (в 1914—1920 годах строительство не велось). Стадион также реконструировался в 1958—1959 годах и в 1979 году. Трибуны вмещали более 40 тыс. зрителей. Рекорд посещаемости (58560) был установлен в 1948 году на матче клубов «Мюнхен 1860» и «Нюрнберг». После последней реконструкции стадион вмещает 21 272 зрителя, сидячих мест — всего 5 941.
До постройки Олимпийского стадиона в 1972 году на «Грюнвальдере» выступал знаменитый футбольный клуб «Бавария». Сегодня на стадионе играют фарм-клуб — Бавария II и Мюнхен 1860 из Третьей лиги, а также проводятся юношеские и молодёжные соревнования.

## Транспорт
К стадиону ходит линия метро U1 (остановки Candidplatz и Wettersteinplatz) и трамвай линии 15 и 25 (остановки Tegernseer Landstraße и Wettersteinplatz). Кроме того, рядом со стадионом проходит среднее кольцо (нем. Mittlerer Ring) Мюнхена.